# Bianca Uhl
Bianca Uhl (* 1. August 1997 in Frankenhofen) ist eine deutsche Fußballspielerin.

## Karriere
Uhl startete ihre Karriere in der Jugend des SV Granheim. Nachdem sie mehrere Jugendmannschaften in Granheim durchlaufen hatte, folgte im Sommer 2011 ein Wechsel zur C-Jugend des VfL Sindelfingen. Nach zwei Jahren folgte im Sommer 2013 noch als B-Jugendspielerin ihr Aufstieg in den Bundesligakader des VfL Sindelfingen. Am 1. September 2013 feierte die 16-Jährige dann schließlich ihr Debüt für die Frauenmannschaft des VfL Sindelfingen und erzielte in der ersten Runde des DFB-Pokals in der 116. Minute den spielentscheidenden Treffer zum 1:0 gegen den SC Fortuna Köln. Am 8. September 2013, dem 1. Spieltag der Bundesligasaison 2013/14, folgte gegen den Aufsteiger TSG 1899 Hoffenheim ihr Bundesligadebüt, wo sie jedoch nach 21 Minuten verletzungsbedingt ausgewechselt wurde. Nach elf Spielen in der Bundesliga für den VfL Sindelfingen, verkündete Uhl nach ihrer ersten Seniorensaison den Weggang aus Sindelfingen und wechselte am 18. Juli 2014 zum Ligarivalen TSV Crailsheim. Dort spielte sie bis zum 30. Juni 2018.